# Chouriça Doce de Vinhais
A Chouriça Doce de Vinhais IGP é um produto de origem portuguesa com Indicação Geográfica Protegida pela União Europeia (UE) desde 26 de julho de 2008.

## Agrupamento gestor
O agrupamento gestor da indicação geográfica protegida "Chouriça Doce de Vinhais" é a ANCSUB - Associação Nacional de Criadores de Suínos da Raça Bísara.